# Oxyoppia spiculifera
Oxyoppia spiculifera är en kvalsterart som beskrevs av Sandór Mahunka 1985. Oxyoppia spiculifera ingår i släktet Oxyoppia och familjen Oppiidae. Inga underarter finns listade i Catalogue of Life.